# Tecnologia i futbol
El futbol ja no és més que un simple esport, sinó que s'ha convertit en un espectacle que segueixen milions de persones arreu del món. "L'esport rei" és un fenomen de masses que ha aconseguit instaurar un imperi econòmic, movent milers de milions d'euros a l'any, ja sigui per drets televisius o d'imatge, traspassos de jugadors, inversions dels clubs... Però és cert, que a mesura que passen els anys, el públic i els mateixos participants més directes del joc han demanat, en nombroses ocasions, modernitzar aquest esport.
En ple segle xxi, el desenvolupament de les tecnologies audiovisuals està en auge i sembla impossible pensar no conviure amb elles. Atès que la imatge i la seva transmissió és tan important avui dia, és increïble que es qüestioni tant la incorporació de la tecnologia en el futbol. Històricament el futbol no ha abraçat molt la tecnologia però els últims moviments apunten al fet que hi haurà una revolució sobre aquest tema. A més, es tracta d'un esport no exempt de polèmica, ja que les accions que es desenvolupen al terreny de joc succeeixen a grans velocitats i la tasca dels àrbitres és contínuament qüestionada. Per aquest motiu, han sorgit diverses solucions, de caràcter audiovisual, amb la missió d'acabar amb els errors arbitrals que faciliten el seu treball.

## Ull de falcó(Hawk-Eye)
L'ull de falcó (Hawk-Eye) és un dispositiu tecnològic que es compon d'un sistema de càmeres d'alta resolució instaurades a diferents llocs de l'estadi amb la missió de seguir la trajectòria de la pilota, on les dades recollides són analitzades des d'una base que envia una transmissió o senyal al rellotge digital de l'àrbitre al moment en què aquest sobrepassa la línia de gol. Aquest senyal triga aproximadament un segon a enviar-se al col·legiat.
La FIFA va començar a usar aquesta tecnologia al mundial de clubs de 2012 conjuntament amb el sistema denominat GoalRef, el qual consisteix en un grup de sensors i un microxip inserit a l'interior de la pilota que avisa a l'àrbitre quan la pilota traspassa la línia de gol. Aquest sistema utilitza un camp magnètic, quan l'esfèric ultrapassa el límit es produeix el senyal que s'envia automàticament al canell de l'àrbitre.
La Liga és l'únic dels grans campionats europeus que no ha introduït aquesta tecnologia. L'ull de falcó s'empra a la Premier League des de la temporada 2013-2014, mentre que en la Ligue 1, la Bundesliga i la Serie A van instaurar aquesta tecnologia en la temporada 2015-2016.

## VAR(Video Assistant Referee)
El VAR consisteix en una xarxa de càmeres que retransmeten a una sala apartada del camp, on els assistents de vídeo poden revisar les jugades. Aquesta assistència pot produir-se a petició de l'àrbitre (si té dubtes en una de les jugades que poden tornar-se a arbitrar), o en cas que els assistents detectin un esdeveniment dubtós i avisin al jutge de la trobada a través de l'auricular.
A partir d'aquest instant, els assistents de vídeo consulten les imatges que reben als seus monitors i retransmeten les seves decisions o conclusions al col·legiat. Serà aquest últim el que prengui la decisió final, fiant-se del criteri dels assistents allunyats del terreny de joc o consultant, ell mateix, les imatges en una pantalla situada en la banda del camp.
Les jugades que poden ser revisades a través del VAR són:
Gols
Una de les funcions del VAR és, segons el lloc web de la FIFA, "ajudar a l'àrbitre a determinar si s'ha produït alguna infracció que impedeixi concedir gol". En un primer moment es pensava que el VAR no podia corregir els fora de joc perquè no està esmentat en les seves quatre competències (gols, penals, targetes vermelles i confusió d'identitat), però en realitat, sí està habilitat per fer marxa enrere qualsevol acció que hagi pogut influir en un gol. En aquest cas, segons els experts, el ritme de joc no es deté, perquè el gol ja deté el partit per si mateix.
Penals
Els assistents garanteixen que es prengui la decisió correcta en sancionar (o no) un penal.
Targetes vermelles
Amb tal d'assegurar-se que un jugador rebi la sanció merescuda en cas de dubtes sobre la gravetat d'una falta o infracció. Podent consultar el criteri de la sanció.
Confusió d'identitat de jugadors
Els assistents de vídeo poden ajudar a l'àrbitre a determinar qui va cometre una infracció, en jugades aïllades o en les quals intervenen un gran nombre de jugadors, per no amonestar o expulsar al jugador equivocat.